# You aren't gonna need it
In ingegneria del software, l'espressione you ain't gonna need it, dall'inglese «non ne avrai bisogno», (spesso abbreviata in YAGNI) si riferisce a un principio dell'extreme programming secondo cui un programmatore non dovrebbe sviluppare software che implementi funzionalità non esplicitamente richieste. Ron Jeffries ha formulato il principio con queste parole: "Implementa qualcosa solo quando ne hai effettivamente bisogno, e mai solo perché prevedi che ne avrai bisogno". Lo YAGNI è correlato ad altre regole dell'XP, come "do the simplest thing that could possibly work" (DTSTTCPW, "fai la cosa più semplice che può funzionare"), e a princìpi più generali di ingegneria del software come la regola KISS ("keep it simple, stupid").